# 松本岳
松本 岳（まつもと がく、1993年4月8日 - ）は、日本の俳優。富山県富山市八尾町出身、イザワオフィス所属。

## 略歴
- 富山第一高等学校ではサッカー部に所属。
- 2013年6月、イザワオフィスに所属し[5]、同年テレビドラマ『名もなき毒』で俳優デビュー[4]。
- 2015年、スーパー戦隊シリーズの『手裏剣戦隊ニンニンジャー』にて加藤・クラウド・八雲 / アオニンジャー役で出演する[6]。
- 2017年、専修大学経済学部卒業[1]。

## 人物・エピソード
趣味は映画鑑賞。特技はサッカー。左利きであるが、『ニンニンジャー』では右利きの演技であったため、変身シーンなどで苦労したという。
バク転を得意としており、『ニンニンジャー』第47話（忍びの47）ではスタントなしでバク転を取り入れたアクションを披露している。
『ニンニンジャー』のクランクイン2日目の撮影では、寒中の撮影で口が回らずNGを繰り返しカメラマンの松村文雄から「辞めちまえ」など厳しい言葉を浴びせられたが、その後の吊りでの撮影後から松村に「良くなった」「変わった」と言われるようになり、励みになったと述べている。

## 出演

### テレビドラマ
- 名もなき毒 第6・7・9・10話（2013年8月12日・19日・9月2日・9日、TBS） - 近藤 役
- Dr.DMAT（2014年1月9日 - 3月20日、TBS） - 中本 役
- ペテロの葬列 第5・6話（2014年8月4日・11日、TBS） - 北見司 役
- 手裏剣戦隊ニンニンジャー（2015年2月22日 - 2016年2月7日、テレビ朝日） - 加藤・クラウド・八雲 / アオニンジャー 役
  - 手裏剣戦隊ニンニンジャーVS仮面ライダードライブ 春休み合体1時間スペシャル（2015年3月29日、テレビ朝日） - 加藤・クラウド・八雲 / アオニンジャー 役
- 受験のシンデレラ 第3話（2016年7月24日、NHK BSプレミアム） - 森島登 役
- AKBラブナイト 恋工場 第29話（2016年8月3日、テレビ朝日） - 浩太 役
- キャリア〜掟破りの警察署長〜（2016年10月9日 - 12月11日、フジテレビ） - 青木忍 役
- 御茶ノ水ロック（2018年1月18日 - 3月8日、テレビ東京） - 新田誠 役[7]
- 特命刑事 カクホの女 第6話（2018年3月2日、テレビ東京） - 長谷川尊 役
- Wの悲劇（2019年、NHK BSプレミアム） - 和辻卓夫 役
- 病院の治しかた〜ドクター有原の挑戦〜（2020年、テレビ東京） - 野林良治 役
- 100文字アイデアをドラマにした! 第8話（2020年3月9日、テレビ東京） - 薫 役
- GARO -VERSUS ROAD- 第1話（2020年4月2日、TOKYO MX） - 岳本 役
- 志村けんとドリフの大爆笑物語 （2021年12月27日、フジテレビ） - 仲本工事 役[8]
- 精神分析医 氷室想介の事件簿〜超高層ビル密室殺人の謎〜（2022年2月26日、BS-TBS） - 君島太一刑事 役[9]
  - 精神分析医 氷室想介の事件簿2-ベストセラー小説に隠された殺人事件の謎-（2023年10月1日、BS-TBS・BS-TBS4K）[10]
- ナンバMG5 第4話（2022年5月11日、フジテレビ）- 堀田ミツオ 役
- 失踪人捜索班 消えた真実 第1話（2025年4月11日、テレビ東京） - 八井田馨 役[11]

### 映画
- スーパー戦隊シリーズ
  - 烈車戦隊トッキュウジャーVSキョウリュウジャー THE MOVIE（2015年1月17日、東映） - アオニンジャーの声 役
  - スーパーヒーロー大戦GP 仮面ライダー3号（2015年3月21日、東映） - 加藤・クラウド・八雲 / アオニンジャー 役
  - 手裏剣戦隊ニンニンジャー THE MOVIE 恐竜殿さまアッパレ忍法帖!（2015年8月8日、東映） - 加藤・クラウド・八雲 / アオニンジャー 役
  - 手裏剣戦隊ニンニンジャーVSトッキュウジャー THE MOVIE 忍者・イン・ワンダーランド（2016年1月23日、東映） - 加藤・クラウド・八雲 / アオニンジャー 役
  - 劇場版 動物戦隊ジュウオウジャーVSニンニンジャー 未来からのメッセージ from スーパー戦隊（2017年1月14日、東映） - 加藤・クラウド・八雲 / アオニンジャー 役
  - 仮面ライダー×スーパー戦隊 超スーパーヒーロー大戦（2017年3月25日、東映） - 加藤・クラウド・八雲 / アオニンジャー / アオライダー 役[12]
- 帝一の國（2017年4月29日、東宝） - 美山玉三郎 役
- 岡野教授の千年花草譚（2018年5月 / 2020年3月13日一般公開[13]） - 香取啓介 役[14][15]
- 岡野教授の南極生物譚（2019年3月） - 香取啓介 役[16]
- キネマの神様（2021年8月6日、松竹）
- 踊る大捜査線シリーズ - 端野則次 役
  - 室井慎次 敗れざる者（2024年10月11日、東宝）[17]
  - 室井慎次 生き続ける者（2024年11月15日、東宝）[17]

### オリジナルビデオ
- 帰ってきた手裏剣戦隊ニンニンジャー ニンニンガールズVSボーイズ FINAL WARS（2016年6月22日、東映ビデオ） - 加藤・クラウド・八雲 / アオニンジャー 役

### 舞台
- 青年Kの矜持（2014年5月14日 - 18日、俳優座劇場）
- ヒストリーズ・ジャパン2016（2016年4月12日 - 14日、新宿シアターモリエール） - 最澄 / 一休宗純 役
- 僕らのピンク スパイダー（2017年3月9日 - 20日、紀伊國屋ホール） - 主演・小山秀吉 役
- ジョーカー・ゲーム（2017年5月4日 - 7日、Zeppブルーシアター六本木） - 波多野 役
  - ジョーカー・ゲームⅡ（2018年6月14日 - 20日、シアター1010 / 6月23日 - 26日、大阪メルパルクホール） - 波多野 役[18]
- バグバスターズ（2017年5月25日 - 6月4日、俳優座劇場） - 青柳茂樹 役
- 超進化ステージ『デジモンアドベンチャー tri.〜8月1日の冒険〜』（2017年8月5日 - 13日、Zeppブルーシアター六本木） - 主演・八神太一 役
- モブサイコ100 - 影山律 役
  - モブサイコ100（2018年1月6日 - 1月14日、天王洲 銀河劇場）
  - モブサイコ100 裏対裏（2018年9月13日 - 17日、天王洲 銀河劇場 / 9月20日 - 23日、新神戸オリエンタル劇場）
  - モブサイコ100 激突!爪第7支部（2021年8月6日 - 15日、ヒューリックホール東京）
- 御茶ノ水ロック-THE LIVE STAGE-（2018年3月30日 - 4月15日、AiiA 2.5 Theater Tokyo） - 新田誠 役[19]
- 舞台「野球」飛行機雲のホームラン（2018年7月27日 - 8月26日、サンシャイン劇場 他）
- 単独ライブ・オラキオの90（2018年12月14日、LOFT9 Shibuya）[20]
- 私のホストちゃん THE PREMIUM（2019年2月 - 3月、オルタナティブシアター 他） - 瞬 役[21]
- ぼくらの七日間戦争（2020年9月、かめありリリオホール） - 天野司郎 役
- ABSO-METAL～黎明～（2021年10月16日 - 24日、新宿村LIVE）[22]
- ゴールドマウンテン（2021年11月19日 - 12月5日、新宿シアタートップス） - 清太 役[23][24]
- リーディングドラマ 幽霊ハウス「⼀⼈暮らし編」（2022年4月6日 - 10日、新宿村LIVE）[25]
- 処女のまま死ぬやつなんていない、みんな世の中にやられちまうからな（2022年7月1日 - 10日、博品館劇場） - 佐藤晃 役[26]
- 笑う門には福来・る祭 明治座でどうな・る家康（2022年12月23日 - 2023年1月8日、明治座 他） - 榊原康政 役[27]
- 舞台「炎炎ノ消防隊」-五つ目の柱-（2023年3月 - 4月、メルパルク大阪 ホール 他） - ヴァルカン・ジョゼフ 役[28]
- 真夜中のオカルト公務員 The STAGE（2024年10月9日 - 12日、渋谷区文化総合センター大和田 伝承ホール） - 主演・宮古新 役[29]
- 舞台「ブルーロック」4th STAGE（2025年5月15日 - 6月1日、THEATER MILANO-Za 他） - 閃堂秋人 役[30]

### CM
- NTTドコモ「らくらくスマートフォン3」（2014年）

## ディスコグラフィ

### キャラクターソング
| 発売日        | 商品名                                                                         | 歌                             | 楽曲             | 備考                                           |
| ------------- | ------------------------------------------------------------------------------ | ------------------------------ | ---------------- | ---------------------------------------------- |
| 2015年9月30日 | 手裏剣戦隊ニンニンジャー キャラクターアルバム アッパレ! 歌とニンニントークの巻 | 加藤・クラウド・八雲（松本岳） | 「Take it easy」 | テレビドラマ『手裏剣戦隊ニンニンジャー』挿入歌 |
| 2016年2月17日 | 手裏剣戦隊ニンニンジャー全曲集 忍ばず歌の完結盤                                | 加藤・クラウド・八雲（松本岳） | 「Take it easy」 | テレビドラマ『手裏剣戦隊ニンニンジャー』挿入歌 |